# Ame-iro Cocoa
Ame-iro Cocoa (雨色ココア) é uma série de mangás digitais japoneses bilíngues. Uma adaptação em anime do mangá começou a ser exibida em abril de 2015 e uma segunda temporada, intitulada Ame-iro Cocoa: Rainy Color e Youkoso! (雨色ココア Rainy colorへようこそ！), começou a ser exibida em outubro de 2015. Uma terceira temporada, intitulada Ame-iro Cocoa in Hawaii (雨色ココア in Hawaii), começou a ser exibida em outubro de 2016. Uma quarta temporada, intitulada Ame-iro Cocoa: Ame-con!!, começou a ser exibida em outubro de 2017. Uma quinta temporada, intitulada Ame-iro Cocoa: Side G, começou a ser exibida em janeiro de 2019.

## Personagens
Aoi Tokura (都倉碧, Tokura Aoi)
Voz de: Hiro Shimono (Japonês), Joel McDonald (Português)
Keiichi Iwase (岩瀬啓一, Iwase Keiichi)
Voz de: Hikaru Midorikawa (Japonês), Ian Sinclair (Português)
Shion Koga (古賀シオン, Koga Shion)
Voz de: Daisuke Hirakawa (Japonês), Todd Haberkorn (Português)
Koji Amami (天見浩司, Amami Kōji)
Voz de: Ryo Horikawa (Japonês), Christopher R. Sabat (Português)
Ryota Sakuragi (桜木涼太, Sakuragi Ryōta)
Voz de: Mamoru Miyano (Japonês), Vic Mignogna (Português)
Rain (レイン, Rein)
Voz de: Yuko Okui
Noel Koga (古賀ノエル, Koga Noeru)
Voz de: Kazutomi Yamamoto
Nicola Koga (古賀ニコラ, Koga Nikora)
Voz de: Yoshitaka Yamaya
Haruka Torigoe (鳥越陽佳, Torigoe Yōka)
Voz de: Shunya Marue
Jun Arisawa (有沢純, Arisawa Jun)
Voz de: Shouma Yamamoto

## Mídia

### Mangá
O mangá está disponível em japonês e inglês e permite que o leitor alterne entre os dois idiomas para texto e áudio. Segundo os criadores, o aplicativo do mangá foi baixado da iTunes Store e do Google Play em mais de cinquenta países diferentes.

### Animes
Uma adaptação para anime foi anunciada em dezembro de 2014. A série é dirigida por Tomomi Mochizuki, com Atsuko Takahashi responsável pelo design dos personagens e Kaoru Kondou por compor a música da série. A música tema da série, "Rainy Cocoa", é cantada por Hiro Shimono. A série começou a ser exibida em 5 de abril de 2015 e foi streamada na América do Norte pela Funimation.
Uma segunda temporada foi anunciada em junho de 2015, intitulada Ame-iro Cocoa: Rainy Color e Youkoso! (雨色ココア Rainy colorへようこそ！). Também foi anunciada uma campanha de financiamento coletivo para arrecadar dois milhões de ienes para adicionar mais personagens e membros ao elenco. Ela estreou em 4 de outubro de 2015 na Tokyo MX e na Sun TV. Foi acompanhado por um live-action. A segunda temporada também foi transmitida pela Funimation.
Uma terceira temporada foi anunciada em abril de 2016, intitulada Ame-iro Cocoa in Hawaii (雨色ココア in Hawaii). Ela estreou em 2 de outubro de 2016 na Sun TV e no Tokyo MX.
Uma quarta temporada foi anunciada em agosto de 2017, intitulada Ame-iro Cocoa: Ame-con!!. Ela estreou em 4 de outubro de 2017 na Sun TV e no Tokyo MX.

Uma quinta temporada foi anunciada em abril de 2018, intitulada Ame-iro Cocoa: Side G. Ele estreou em 8 de janeiro de 2019 na Tokyo MX e na Sun TV. Ao contrário das temporadas anteriores, esta temporada possui um elenco totalmente feminino.